# Molophilus (Molophilus) furciferus
Molophilus (Molophilus) furciferus is een tweevleugelige uit de familie steltmuggen (Limoniidae). De soort komt voor in het Afrotropisch gebied.